# Spirorbis africana
Spirorbis africana är en ringmaskart som beskrevs av Sterzinger 1909. Spirorbis africana ingår i släktet Spirorbis och familjen Serpulidae. Inga underarter finns listade i Catalogue of Life.